# オボック州
オボック州（オボックしゅう、フランス語: Région d'Obock、アラビア語: إقليم أوبوخ）は、ジブチの州の一つ。ジブチの北東部に位置し、東は紅海に面している。州都はオボックである。他の主要都市にはコール・アンガーがある。2024年の人口は約3.8万人、面積は4,529平方キロメートルである。

## 隣接州
オボック州の北はエリトリアのデブバウィ・ケイバハリ地方、西と南はタジュラ州と接している。

## 郡

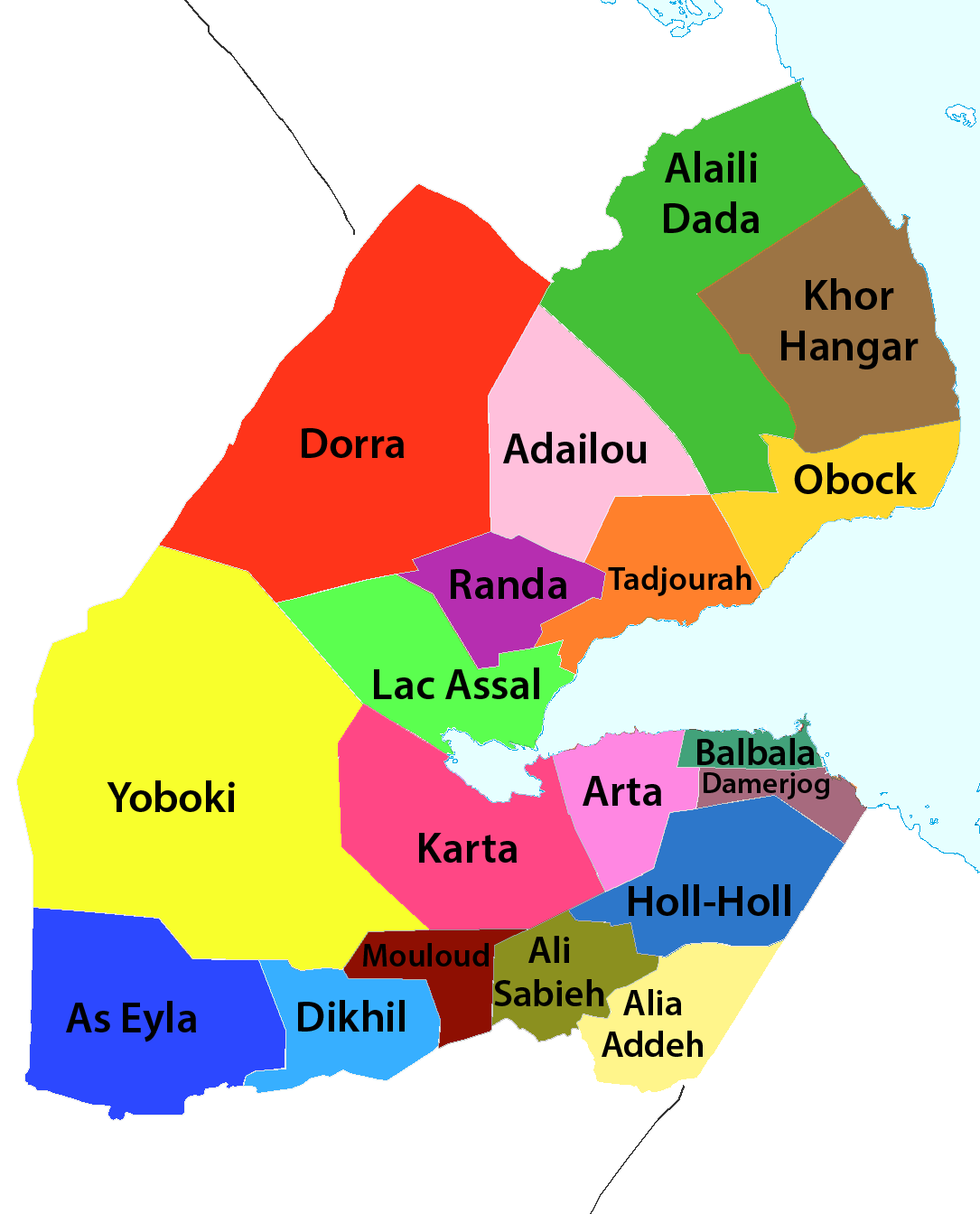
ジブチの郡

4郡が設置されている。
- オボック郡（スウェーデン語版）
- アライリ・ダッダ郡（スウェーデン語版）
- コール・アンガー郡（英語版）
- Waddi郡

## 町
- オボック
- コール・アンガー（英語版）（ホル・アンガル）
- アライリ・ダッダ（英語版）
- Medeho
- ムルレ（英語版）